# Championnats d'Océanie de cyclisme sur piste 2012
Navigation
Championnats d'Océanie 2011 Championnats d'Océanie 2013
Les Championnats d'Océanie de cyclisme sur piste 2012 (officiellement 2013 Oceania Track Championships) se déroulent du 28 novembre au 1er décembre 2012 au Super-Drome d'Adélaïde en Australie.

## Résultats des championnats élites

### Épreuves masculines
| Épreuves               | Or                                                                       | Argent                                                                                           | Bronze                                                                  |
| ---------------------- | ------------------------------------------------------------------------ | ------------------------------------------------------------------------------------------------ | ----------------------------------------------------------------------- |
| Kilomètre              | Edward Dawkins (NZL)                                                     | Cameron Karwowski (NZL)                                                                          | Matt Dodds (NZL)                                                        |
| Keirin                 | Matthew Glaetzer (AUS)                                                   | Andrew Taylor (AUS)                                                                              | Jaron Gardiner (AUS)                                                    |
| Vitesse individuelle   | Matthew Glaetzer (AUS)                                                   | Peter Lewis (AUS)                                                                                | Sam Webster (NZL)                                                       |
| Vitesse par équipes    | Australie 1 Alex Bird Matthew Glaetzer Peter Lewis                       | Nouvelle-Zélande Matthew Archibald Edward Dawkins Ethan Mitchell                                 | Australie 2 Mitchell Bullen James Glasspool Nathan Hart                 |
| Poursuite individuelle | Alexander Morgan (AUS)                                                   | Caleb Ewan (AUS)                                                                                 | Mitchell Mulhern (AUS)                                                  |
| Poursuite par équipes  | Australie 1 Luke Davison Alexander Morgan Mitchell Mulhern Miles Scotson | Nouvelle-Zélande Pieter Bulling Scott Creighton Cameron Karwowski Dylan Kennett Hayden McCormick | Australie 2 Jack Cummings Trent Derecourt Jesse Kerrison Tirian McManus |
| Course aux points      | Hayden McCormick (NZL)                                                   | Jack Cummings (AUS)                                                                              | Mitchell Mulhern (AUS)                                                  |
| Course scratch         | Dylan Kennett (NZL)                                                      | Pieter Bulling (NZL)                                                                             | Caleb Ewan (AUS)                                                        |
| Course à l'américaine  | Australie 1 Luke Davison Alexander Edmondson                             | Australie 2 Jack Edwards Joshua Harrison                                                         | Australie 3 Miles Scotson George Tansley                                |
| Omnium                 | Luke Davison (AUS)                                                       | Pieter Bulling (NZL)                                                                             | Cameron Karwowski (NZL)                                                 |

### Épreuves féminines
| Épreuves               | Or                                                            | Argent                                                                     | Bronze                                                                |
| ---------------------- | ------------------------------------------------------------- | -------------------------------------------------------------------------- | --------------------------------------------------------------------- |
| 500 mètres             | Kaarle McCulloch (AUS)                                        | Katie Schofield (NZL)                                                      | Stephanie Mckenzie (NZL)                                              |
| Keirin                 | Stephanie Morton (AUS)                                        | Kaarle McCulloch (AUS)                                                     | Stephanie Mckenzie (NZL)                                              |
| Vitesse individuelle   | Kaarle McCulloch (AUS)                                        | Stephanie Morton (AUS)                                                     | Stephanie Mckenzie (NZL)                                              |
| Vitesse par équipes    | Nouvelle-Zélande Natasha Hansen Katie Schofield               | Australie 1 Rikki Belder Stephanie Morton                                  | Australie 2 Stefanie Fernandez-Preiska Cassandra Kell                 |
| Poursuite individuelle | Ashlee Ankudinoff (AUS)                                       | Rebecca Wiasak (AUS)                                                       | Georgia Williams (NZL)                                                |
| Poursuite par équipes  | Australie 1 Ashlee Ankudinoff Annette Edmondson Isabella King | Nouvelle-Zélande Sequoia Cooper Gemma Dudley Alysha Keith Georgia Williams | Australie 2 Lauren Perry Kelsey Robson Josie Talbot Elissa Wundersitz |
| Course aux points      | Ashlee Ankudinoff (AUS)                                       | Alysha Keith (NZL)                                                         | Georgia Williams (NZL)                                                |
| Course scratch         | Ashlee Ankudinoff (AUS)                                       | Isabella King (AUS)                                                        | Annette Edmondson (AUS)                                               |
| Omnium                 | Annette Edmondson (AUS)                                       | Isabella King (AUS)                                                        | Sequoia Cooper (NZL)                                                  |